# Rembert Dodoens
Rembert Dodoens ou Rembert Van Joenckema ou Rembert Dodonée (Malines, 29 de junho de 1517 – Leyde, 10 de março de 1585) foi um médico e botânico flamengo, também conhecido pelo seu nome latinizado Rembertus Dodonaeus. Ele já foi chamado de pai da botânica. A abreviatura padrão do autor Dodoens é usada para indicar esta pessoa como o autor ao citar um nome botânico.

## Vida
Dodoens nasceu Rembert van Joenckema em Mechelen, então a capital da Holanda espanhola em 1517. Seus pais eram Denis van Joenckema (falecido em 1533) e Ursula Roelants. A família e o nome van Joenckema são de origem frísia. Seus membros eram ativos na política e na jurisprudência na Frísia e alguns se mudaram em 1516 para Mechelen. Seu pai era um dos médicos municipais em Mechelen e médico particular de Margaret da Áustria, governadora da Holanda, em sua doença final. A corte de Margaret da Áustria era baseada em Mechelen. Rembert mais tarde mudou seu sobrenome para Dodoens (literalmente "Filho de Dodo", uma forma do nome de seu pai, Denis ou Doede).

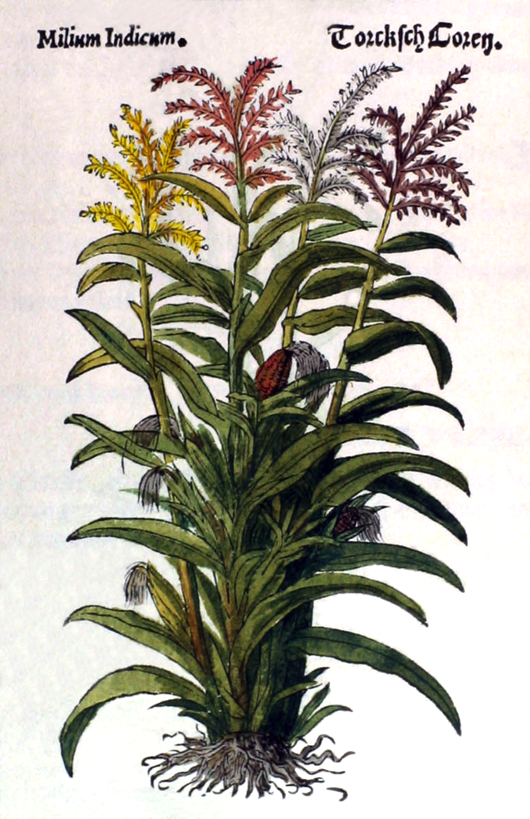
Torcksch Coren (milho turco), ilustração do Cruÿdeboeck 1554

Ele foi educado na faculdade municipal de Mechelen antes de iniciar seus estudos em medicina, cosmografia e geografia aos 13 anos na Universidade de Leuven (Louvain), com Arnold Noot, Leonard Willemaer, Jean Heems e Paul Roelswhere. Formou-se com uma licenciatura em medicina em 1535 e, como era o costume da época, iniciou longas viagens (Wanderjahren) pela Europa até 1546, incluindo Itália, Alemanha e França. Em 1539, ele se casou com Kathelijne De Bruyn (1517–1572), que veio de uma família médica em Mechelen. Com ela teve quatro filhos, Ursula (n. 1544), Denijs (n. 1548), Antonia e Rembert Dodoens. Ele teve uma curta estadia em Basel(1542-1546). Em 1557, Dodoens recusou uma cadeira na Universidade de Leuven. Ele também recusou uma oferta para se tornar médico da corte do rei Filipe II da Espanha. Após a morte de sua esposa aos 55 anos em 1572, ele se casou com Maria Saerinen, de quem teve uma filha, Johanna. Ele morreu em Leiden em 1585 e foi enterrado em Pieterskerk, Leiden.
Após a formatura, ele seguiu os passos de seu pai, tornando-se em 1548 um dos três médicos municipais em Mechelen junto com Joachim Roelandts e Jacob De Moor. Ele foi o médico da corte do sacro imperador Maximiliano II e de seu sucessor, o imperador austríaco Rodolfo II em Viena (1575-1578). Em 1582, foi nomeado professor de medicina na Universidade de Leiden.

## Estado da ciência botânica na época de Dodoens

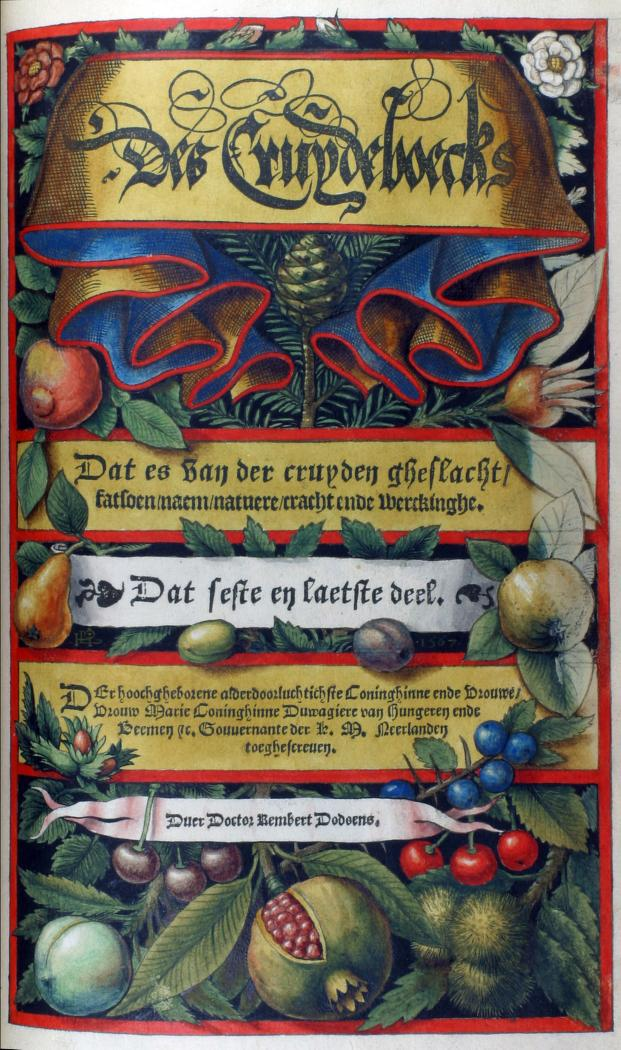
Página de título da Parte 6 do Cruijdeboeck 1554

No início do século XVI, a crença geral era que o mundo das plantas havia sido completamente descrito por Dioscórides em seu De Materia Medica. Durante a vida de Dodoens, o conhecimento botânico passou por uma enorme expansão, em parte alimentado pela expansão do conhecido mundo das plantas pela exploração do Novo Mundo, a descoberta da impressão e o uso de ilustrações em blocos de madeira. Este período é considerado um Renascimento botânico. A Europa ficou fascinada com a história natural a partir da década de 1530, e a jardinagem e o cultivo de plantas tornaram-se uma paixão e uma busca de prestígio dos monarcas às universidades. Surgiram os primeiros jardins botânicos e também as primeiras enciclopédias botânicas ilustradas, junto com milhares de aquarelas e xilogravuras. A experiência de fazendeiros, jardineiros, silvicultores, boticários e médicos estava sendo complementada pela ascensão do especialista em plantas. Colecionar tornou-se uma disciplina, especificamente o Kunst-und Wunderkammern (gabinetes de curiosidades) fora da Itália e o estudo da naturalia se espalhou por muitos estratos sociais. Os grandes botânicos do século dezesseis foram todos, como Dodoens, originalmente treinados como médicos, que buscavam o conhecimento das plantas não apenas pelas propriedades medicinais, mas por seus próprios méritos. Cadeiras de botânica, dentro das faculdades de medicina, foram sendo estabelecidas nas universidades europeias ao longo do século XVI em reação a essa tendência, e a abordagem científica de observação, documentação e experimentação estava sendo aplicada ao estudo das plantas.
Otto Brunfels publicou seu Herbarium em 1530, seguido pelos de Jerome Bock (1539) e Leonhard Fuchs (1542), homens que Kurt Sprengel mais tarde chamaria de “pais alemães da botânica”. Todos esses homens influenciaram Dodoens, que foi seu sucessor.

## Publicações
Os primeiros trabalhos de Dodoens foram publicados nas áreas de cosmografia e fisiologia. Seu De frugum historia (1552), um tratado sobre cereais, vegetais e forragens marcou o início de uma carreira ilustre na botânica. Sua ervas Cruydeboeck (livro erva) com 715 imagens (1554, 1563) foi influenciado por botânicos alemães anteriores, em especial a de Leonhart Fuchs. Dos desenhos do Cruydeboeck, 515 foram emprestados de New-Kreuterbüchlein (1543) de Leonhart Fuchs, enquanto 200 novos desenhos foram desenhados por Pieter van der Borcht, o Velho e as xilogravuras cortadas por Arnold Nicolai.

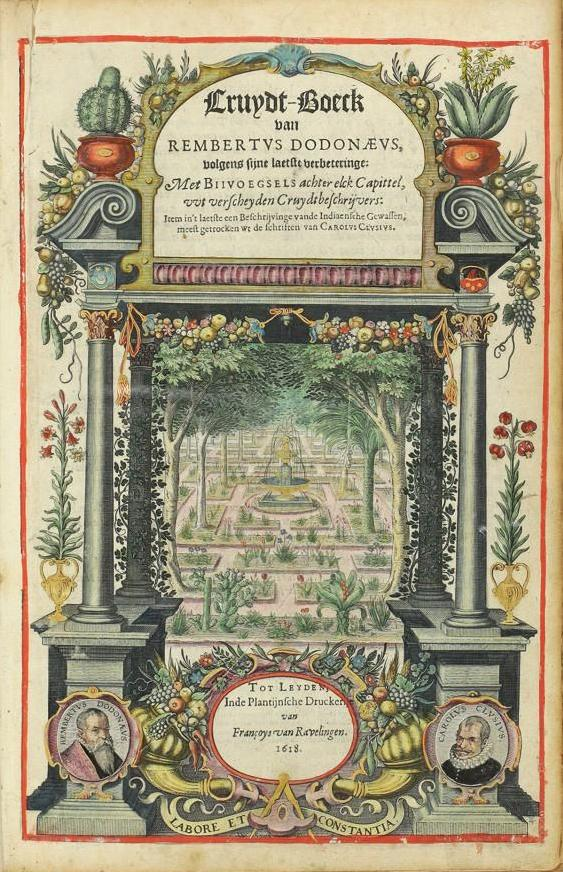
Página de título do Crvydt-Boeck (1618 ed.)

Em vez do método tradicional de organizar as plantas em ordem alfabética, o Cruydeboeck dividiu o reino vegetal em seis grupos (Deel), com base em suas propriedades e afinidades. Tratava detalhadamente principalmente as ervas medicinais, que faziam esse trabalho, aos olhos de muitos, uma farmacopéia. Esta obra e suas várias edições e traduções se tornaram uma das obras botânicas mais importantes do final do século 16, sendo parte de sua popularidade o uso do vernáculo em vez do latim comumente usado.
O Cruydeboeck foi traduzido primeiro para o francês em 1557 por Charles de L'Ecluse (Histoire des Plantes), e para o inglês (via L'Ecluse) em 1578 por Henry Lyte (Um novo herbário, ou história das plantas), e mais tarde para o latim em 1583 (Stirpium historiae pemptades sex). A versão em inglês tornou-se um trabalho padrão nessa língua. Em sua época, foi o livro mais traduzido depois da Bíblia. Tornou-se uma obra de renome mundial, usada como livro de referência durante dois séculos.
A versão latina do Cruydeboeck publicada na Plantin Press em Antuérpia em 1583 sob o título Stirpium historiae pemptades sex sive libri XXXs foi uma revisão considerável. Continha novas famílias, ampliou o número de grupos de 6 para 26 e incluiu muitas novas ilustrações, tanto originais quanto emprestadas. Foi usado por John Gerard como a fonte de seu amplamente usado Herball (1597). Thomas Johnson, em seu prefácio à edição de Herball de 1633, explica o uso controverso do trabalho de Dodoens por Gerard. A versão latina também foi traduzido para trás em holandês e publicada em 1608 em Leiden pela Plantin de Imprensa da Frans van Ravelingen sob o título Crvydt-Boeck van Robertus Dodonaeus, volgens sijne laatste verbetering... etc. Esta edição incluía informações adicionais sobre as plantas americanas preparadas por Joost van Ravelingen, irmão do editor e um botânico e médico como o próprio Dodoens. As edições holandesas de 1618 e 1644 foram reimpressões desta edição de 1608. A edição de 1644 tinha 1492 páginas e 1367 xilogravuras.

## Trabalhos publicados
- Dodoens, Rembert (1533). Herbarium. [S.l.: s.n.]
- — (1543). Den Nieuwen Herbarius. [S.l.: s.n.]
- — (1548). Cosmographica in astronomiam et geographiam isagoge. [S.l.: s.n.]
  - (1584) De sphaera sive de astronomiae et geographiae principiis cosmographica isagoge. Antwerp (2nd ed.)
- Dodoens, Rembert (1552). De frugum historia, liber unus. Ejusdem epistolae duae, una de Fare, Chondro, Trago, Ptisana, Crimno et Alica; altera de Zytho et Cerevisia. Antwerp: [s.n.]
- Dodoens, Rembert (1554). Trium priorum de stirpium historia commentariorum imagines. [S.l.: s.n.]
- Dodoens, Rembert (1554). Posteriorum trium de stirpium historia commentariorum imagines. [S.l.: s.n.]
- Dodoens, Rembert (1554). Des Cruydboeks (em neerlandês e latim) 1st ed. Antwerp: J. van der Loe, also at Teylers Museum
  - 2nd ed. 1563[a]
- Dodoens, Rembert (1566). Historia frumentorum, leguminum, palustrium et aquatilium herbarum acceorum, quae eo pertinent. [S.l.]: Ex officina Christophori Plantini[b]
- Dodoens, Rembert (1574). Purgantium aliarumque eo facientium, tam et radicum, convolvulorum ac deletariarum herbarum historiae libri IIII.... Accessit appendix variarum et quidem rarissimarum nonnullarum stirpium, ac florum quorumdam peregrinorum elegantissimorumque icones omnino novas nec antea editas, singulorumque breves descriptiones continens... [On purgatives] (em latim). Antwerp: Christophe Plantin 2nd ed. 1576, see also Aboca Museum
- Dodoens, Rembert (1550). Physiologices medicinae tabulae. [S.l.: s.n.]
- Dodoens, Rembert (1581). Medicinalium observationum exempla rara. [S.l.: s.n.]
- — (1583) [1554]. Stirpium historiae pemptades sex, sive libri XXX [Crvyd-boeck] (em latim). Antwerp: Plantini

#### Livros e artigos
- Cock, Alfons De (1890). Rembert Dodoens (em neerlandês). [S.l.]: Vuylsteke
- Mortier, Barthélemy-Charles Du (1873). Opuscules de botanique 1862-1873. Brussels: G. Mayolez. p. vi
- Gerard, John (2015) [1633].  Johnson, Thomas, ed. The Herbal Or General History of Plants. Originally published by Adam Islip, Joice Norton and Richard Whitakers in London 2nd ed. NY: Dover. ISBN 9781606600801
- Guy Gilias; Cornelis van Tilburg; Vincent Van Roy, eds. (2016). Rembert Dodoens: Een zestiende-eeuwse kruidenwetenschapper, zijn tijd- en vakgenoten en zijn betekenis (em neerlandês). [S.l.]: Maklu. ISBN 978-90-441-3530-5
- Pascale Pollier-Green; Ann van de Velde; Chantal Pollier, eds. (2007). Confronting Mortality with Art and Science: Scientific and Artistic Impressions on what the Certainty of Death Says about Life. [S.l.]: Asp / Vubpress / Upa. ISBN 978-90-5487-443-0
- Pavord, Anna (2005). The naming of names the search for order in the world of plants. New York: Bloomsbury. ISBN 9781596919655
- Sachs, Julius von (1890) [1875]. «The Botanists of Germany and the Netherlands from Brunfels to Kaspar Bauhin. 1530–1623». Geschichte der Botanik vom 16. Jahrhundert bis 1860 [History of botany (1530-1860)]. translated by Henry E. F. Garnsey, revised by Isaac Bayley Balfour. Oxford: Oxford University Press. pp. 13–36. doi:10.5962/bhl.title.30585
- Stafleu, Frans A.; Cowan, Richard S. (1976). «Dodoens, Rembert». Taxonomic literature: a selective guide to botanical publications and collections with dates, commentaries and types. Volume 1. A–G 2nd ed. Utrecht: Bohn, Scheltema & Holkema. pp. 661–665. ISBN 9789031302246
- Vande Walle, W.F., ed. (2001). Dodonæus in Japan: translation and the scientific mind in the Tokugawa period. Leuven: Leuven University Press. ISBN 9789058671790
  - Review. Margarita Winkel Newsletter: International Institute for Asian Studies 32. Autumn 2003
- Florkin, Marcel (2008). Dodoens (Dodonaeus), Rembert. Dictionary of Scientific Biography. [S.l.: s.n.] Consultado em 3 de novembro de 2017
- Brown, Mark (19 de maio de 2015). «Shakespeare: writer claims discovery of only portrait made during his lifetime». The Guardian. Consultado em 2 de novembro de 2017
- Griffiths, Mark (25 de agosto de 2015). «The true face of Shakespeare: Dioscorides and the Fourth Man». Country Life. Consultado em 3 de novembro de 2017

#### Capítulos
- Huskin, Wim (2007). Rembert Dodoens: Forensc Medicine in 16th-century Mechelen. [S.l.: s.n.] pp. 104–111. ISBN 9789054874430, in Pollier-Green et al (2007)
- van Hee, Bob (4 de setembro de 2017). Rembert Dodoens en zijn Galenisch therapeutisch denkbeeld. [S.l.: s.n.] pp. 33–44. ISBN 9789044135305, in Gilias et al (2016)
- Vande Walle, W. F. (2001). Dodonaeus: A bio-bibliographical summary. [S.l.: s.n.] pp. 33–43. ISBN 9789058671790, in Vande Walle (2001)
- Visseer, Robert (2001). Dodonaeus and the herbal tradition. [S.l.: s.n.] pp. 44–58. ISBN 9789058671790, in Vande Walle (2001)